# Eginiella brunnescens
Eginiella brunnescens är en tvåvingeart som beskrevs av Malloch 1925. Eginiella brunnescens ingår i släktet Eginiella och familjen husflugor. Inga underarter finns listade i Catalogue of Life.